# 954 Li
A 954 Li (ideiglenes jelöléssel 1921 JU) a Naprendszer kisbolygóövében található aszteroida. Karl Wilhelm Reinmuth fedezte fel 1921. augusztus 4-én, Heidelbergben.